# Огилби, Джеймс Дуглас
Джеймс Дуглас Огилби (англ. James Douglas Ogilby; 1853—1925) — австралийский ихтиолог и герпетолог.
Огилби родился в Белфасте, Ирландия, и был сыном зоолога Уильяма Огилби. Он получил образование в Винчестерском колледже (Англия) и Тринити-колледже в Дублине.
С 1874 по 1876 годы Огилби занимался изучением ирландских рыб и птиц, он также работал в Британском музее и провёл некоторое время в Техасе. Результатом его работы стал каталог птиц округа Наварро.
В 1884 году Огилби женился и выехал в Австралию, где с 1885 года работал научным ассистентом в Австралийском музее в Сиднее. Там он изучал млекопитающих, пресмыкающихся и прежде всего рыб. В 1887 году он был избран членом Линнеевского общества в Лондоне. В 1890 году из-за повторяющегося пьянства он был уволен с работы.
В 1892 году Огилби опубликовал «Каталог австралийских млекопитающих» (Catalogue of Australian Mammals), а в 1893 году — «Съедобные рыбы и ракообразные Нового Южного Уэльса» (Edible Fishes and Crustaceans of New South Wales). В период с 1885 по 1899 годы Огилби опубликовал свыше 80 научных трудов, из них 22 в соавторстве с Эдвардом Пирсоном Рамсеем.
В 1903 году Огилби поступил на работу ихтиологом в Квинслендский музей в Брисбене. С 1913 по 1916 годы он опубликовал серию статей о съедобных рыбах Квинсленда и некоторое время был членом Королевского общества Квинсленда.
Огилби умер 11 августа 1925 года и был похоронен на кладбище Toowong.
Он описал новые виды черепах и несколько новых видов ящериц. Много видов животных было названо в честь Огилби.